# Sierra de Cazorla
La Sierra de Cazorla è una catena montuosa del Sistema Prebetico nella provincia di Jaén in Spagna. Prende il nome dalla città di Cazorla. Il punto più alto è il picco Gilillo alto 1847 m.

## Geografia
Questa catena montuosa si trova tra le catene montuose Sierra Nevada, Sierra de Segura e Sierra del Pozo. La via più facile per raggiungerla è dalla città di Cazorla.
Il Santuario della Vergine di Tíscar è un santuario dedicato alla Vergine Maria situato su un passo di montagna nella Sierra de Cazorla.
Il fiume Guadalquivir nasce in questa catena montuosa.